# Aéroport international de Portland
Ne doit pas être confondu avec Aéroport international de Portland (Maine).
L'aéroport international de Portland (code IATA : PDX • code OACI : KPDX • code FAA : PDX) est un aéroport domestique et international desservant la ville de Portland, la plus grande ville de l'État de l'Oregon et le siège du comté de Multnomah, au nord-ouest des États-Unis. Il est le plus grand aéroport de l'État d'Oregon, qui totalise 90 % des voyages de passagers et 95 % du fret aérien de l'État. L'aéroport se trouve au sud du fleuve Columbia, 12 miles (20 km) par autoroute au nord-est du centre-ville de Portland.

## Situation

### Carte des aéroports en Orégon
| \| 50 km1:9 159 000 \| Klamath Falls Medford Southwest · Oregon Eugène Portland Redmond Pendleton |
| 50 km1:9 159 000                                                                                  |

### Carte des 30 principaux aéroports américains
| \| 500 km1:17 479 000 \| Atlanta Los Angeles Chicago · O'Hare Chicago · Midway Dallas · Fort Worth New York · JFK Newark · Liberty New York-LaGuardia Denver San Francisco Charlotte Las Vegas Phoenix Miami Houston Seattle Orlando Minneapolis · Saint-Paul Boston Détroit Philadelphie Fort Lauderdale · Hollywood Baltimore Washington · R. Reagan Washington · Dulles Salt Lake City San Diego Honolulu Tampa Portland |
| 500 km1:17 479 000 |

## Trafic
C'est le trente-troisième aéroport nord-américain avec plus de 14 millions de passagers qui y ont transité en 2008. C'est 19,8 millions de passagers qui y ont transité en 2018.

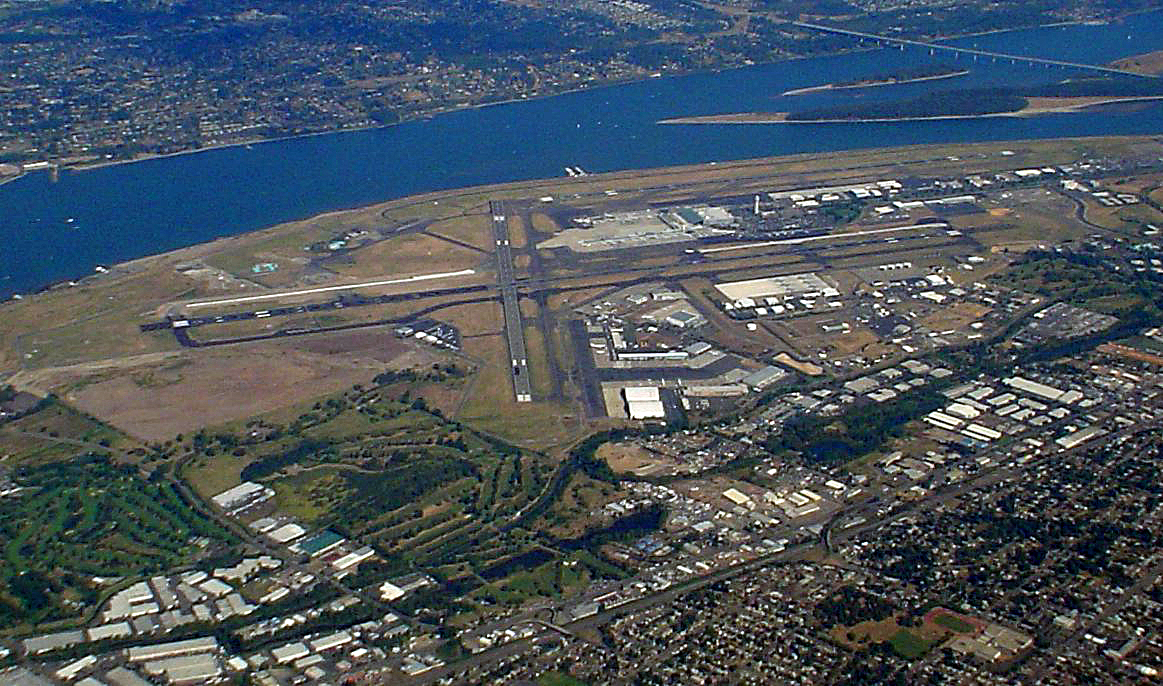
Vue aérienne.

Le graphique qui aurait dû être présenté ici ne peut pas être affiché car il utilise l'ancienne extension Graph, désactivée pour des questions de sécurité. Des indications pour créer un nouveau graphique avec la nouvelle extension Chart sont disponibles ici.

Voir la requête brute et les sources sur Wikidata.

## Compagnies aériennes et destinations
| Compagnies           | Destinations |
| -------------------- | --- |
| Aeroméxico           | Mexico-B. Juárez, |
| Air Canada           | En saison : Toronto (Pearson) |
| Air Canada Express   | Calgary, Vancouver |
| Alaska Airlines      | - Albuquerque, - Anchorage-T.-Stevens, - Austin-Bergstrom, - Bellingham, - Billings Logan, - Boise, - Boston Logan, - Burbank-Hollywood, - Chicago-O'Hare, - Dallas-Fort Worth, - Dallas-Love Field, - Détroit, - Eugène, - Fresno Yosemite, - Honolulu, - Kahului, - Kona, - Las Vegas-Harry-Reid, - Los Angeles, - Medford (Oregon), - Minneapolis-Saint-Paul, - Missoula, - Newark-Liberty, - New York-John F. Kennedy, - Oakland, - Omaha-Eppley, - Ontario, - Santa Ana-J. Wayne, - Orlando, - Palm Springs, - Phoenix-Sky Harbor, - Redmond (Roberts Field) (en), - Reno-Tahoe, - Sacramento, - Salt Lake City, - San Diego, - San Francisco, - San José (Californie), - Santa Barbara (en), - Santa Rosa, CA, - Seattle-Tacoma, - Spokane, - Vancouver, - Washington-Reagan En saison : - Atlanta H.-Jackson, - Baltimore-T. Marshall, - Bozeman Yellowstone (en), - Burbank-Hollywood, - Cancún, - Kalispell (en), - Kansas City, - Līhuʻe, - Milwaukee-General Mitchell, - Philadelphie, - Puerto Vallarta, - Los Cabos, - Lambert-Saint Louis, - Sun Valley (Idaho) (en), - Tucson |
| American Airlines    | Charlotte-Douglas, Chicago-O'Hare, Dallas-Fort Worth, Phoenix-Sky Harbor En saison : Philadelphie |
| American Eagle       | Los Angeles En saison : Phoenix-Sky Harbor |
| Boutique Air         | Pendleton (en) |
| British Airways      | Londres-Heathrow |
| Condor               | En saison : Francfort |
| Delta Air Lines      | Amsterdam, Atlanta H.-Jackson, Détroit, Los Angeles, Minneapolis-Saint-Paul, New York-John F. Kennedy, Salt Lake City, Seattle-Tacoma, Tokyo-Narita En saison : Honolulu, Londres-Heathrow |
| Delta Connection     | Seattle-Tacoma En saison : Los Angeles, Minneapolis-Saint-Paul, Salt Lake City |
| Frontier Airlines    | Denver En saison : Cleveland-Hopkins |
| Hawaiian Airlines    | Honolulu, Kahului |
| Icelandair           | En saison : Reykjavik-Keflavík |
| JetBlue Airways      | Long Beach, New York-John F. Kennedy En saison : Anchorage-T.-Stevens, Boston Logan" |
| Southwest Airlines   | - Burbank-Hollywood, - Chicago-Midway, - Dallas-Love Field, - Denver, - Houston-W. P. Hobby, - Kansas City, - Las Vegas-Harry-Reid, - Los Angeles, - Oakland, - Ontario, - Phoenix-Sky Harbor, - Sacramento, - San Diego, - San Francisco, - San José (Californie), - Lambert-Saint Louis En saison : - Albuquerque, - Austin-Bergstrom, - Baltimore-T. Marshall |
| Spirit Airlines      | Las Vegas-Harry-Reid En saison : Chicago-O'Hare, Détroit |
| Sun Country Airlines | Minneapolis-Saint-Paul |
| United Airlines      | Chicago-O'Hare, Denver, Houston-George Bush, Newark-Liberty, San Francisco, Washington-Dulles |
| United Express       | San Francisco En saison : Denver |
| Volaris              | Guadalajara-M. Hidalgo y Costilla |

Édité le 21/01/2018